# Jérémy Sorbon
Jérémy Sorbon (Caen, 5 augustus 1983) is een Franse voetballer (verdediger) die sinds 2013 voor de Franse eersteklasser EA Guingamp uitkomt. Hij komt uit de jeugdploegen van SM Caen.

## Carrière
Sorbon is een jeugdproduct van SM Caen, waarmee hij in 2001 de finale van het prestigieuze jeugdvoetbaltoernooi Coupe Gambardella bereikte. Op 16 april 2005 maakte hij tegen OGC Nice zijn debuut in de Ligue 1. Een maand later zakte de club naar de Ligue 2, waar Sorbon een vaste waarde werd in de verdediging. In het seizoen 2007/08 miste hij zelfs geen seconde in de Ligue 1, wat voor een veldspeler een vrij knappe prestatie is. Op het einde van het seizoen verlengde hij zijn contract tot 2011. In 2008 opende hij ook een mobiele telefoonwinkel in Caen en richtte hij samen met toenmalig ploeggenoot Grégory Proment het zaalvoetbalcomplex World Soccer op in Carpiquet.
In het seizoen 2010/11 kwam hij door de doorbraak van jeugdproduct Thomas Heurtaux wat minder aan spelen toe. Pas na Heurtaux' vertrek naar Udinese in 2012 werd Sorbon weer onbetwistbaar titularis. Een jaar later vertrok Sorbon echter zelf naar EA Guingamp. In zijn eerste seizoen won hij daar de Coupe de France. In de finale tegen Stade Rennais speelde Sorbon de hele wedstrijd.

## Erelijst
| Coupe de France | 1x | 2013/14 |

1 Johnsson ·
2 Ikoko ·
4 Koita ·
5 Rebocho ·
6 Phiri ·
7 Blas ·
8 Deaux ·
10 Benezet ·
11 Thuram ·
12 Ngbakoto ·
14 Julan ·
15 Sorbon ·
16 Caillard ·
18 Fofana ·
20 Eboa Eboa ·
22 Didot ·
23 Rodelin ·
24 Coco ·
25 Traoré ·
26 Roux ·
27 Tabanou ·
29 Kerbrat  ·
30 Petrić ·
Coach: Gourvennec